# Палімовська сільська рада
Палі́мовська сільська рада (рос. Палимовский сельский совет) — сільське поселення у складі Бузулуцького району Оренбурзької області Росії.
Адміністративний центр — село Палімовка.

## Населення
Населення — 2632 особи (2019; 2426 в 2010, 2177 у 2002).

## Склад
До складу сільської ради входять:
| Населений пункт    | Населення, осіб (2002) | Населення, осіб (2010) |
| ------------------ | ---------------------- | ---------------------- |
| Єлшанка, селище    | 93                     | 85                     |
| Нова Єлшанка, село | 335                    | 408                    |
| Палімовка, село    | 1749                   | 1933                   |